# Cymła
Cymła (ros. Цимла) – rzeka w obwodzie rostowskim i wołgogradzkim Rosji, prawy dopływ Donu. Dolna część przebiegu została zalana w związku z budową Zbiornika Cymlańskiego. Długość rzeki wynosi 186 km (do czasu zbudowania zbiornika – 207 km), z czego 168 km w obwodzie wołgogradzkim, a 18 km w rostowskim. Powierzchnia zlewni 1650 km² (do wybudowania zbiornika 3023 km²). Największy dopływ – rzeka Rossoszka. Ogólny spadek – 120 m.